# Паркур
Паркур (фр. Parkour) је вештина кретања чији је циљ прећи са једног места на друго у што краћем временском року, прелазећи разне препреке користећи вештине свог тела. Препреке могу бити разне, од камења па до високих зидова и капија. Може се тренирати и у руралним и у урбаним срединама. Људи који се баве паркуром називају се трасери.
Велику популарност паркур је стекао након приказивања филмова Јамакаши и Казино Ројал. Такође, велику улогу у промоцији паркура имала је видео-игра .

## Историја

### Жорж Ебер и почеци
Пре почетка Првог светског рата бивши француски официр Жорж Ебер је током свог путовања кроз Африку био импресиониран вештинама тамошњих племена. У месту Сан Пјер на Мартинику, где је Ебер био стациониран, 8. маја 1902. године дошло је до вулканске ерупције. Ебер је командовао спашавањем око 700 људи. Након повратка у Ремс, Жорж Ебер је постао учитељ физичког васпитања на колеџу. У свом раду примењивао је сопствени систем физичких вежби по угледу на оне које је видео у Африци. Такав систем назвао је природни метод (фр. méthode naturelle)
Он је méthode naturelle поделио у десет група: ходање, трчање, скакање, четвороножни покрет, пењање, балансирање, бацање, подизање, самоодбрана и пливање. Ових десет група су делови три главне силе:
- Енергетску: енергију, вољу, храброст, хладнокрвност
- Моралну: доброчинство, помоћ, част и поштење
- Физичку: мишићи и дисање

Током Првог и Другог светског рата, Ебер је свој принцип вежбања наставио да шири. Његов систем је поставо стандардни систем француског војног образовања и обуке. Дакле, Ебер је био један од стваралаца паркура (препрека), касније развијених од стране једног Швајцарског архитекте. Овакав начин вежбања се убрзо пренео и на цивилно становништво Убрзо су се ватрогасни курсеви заснивали на овом приципу и били су познати као parcours du combattant и parcours SP.

## Основне технике
Иако се по теорији сам Паркур не састоји од појединачних техника већ од кретања, у последњих пар година су дата имена најчешће коришћеним техникама кретања(само „технике“ у даљем тексту) да би се људи који се баве Паркур-ом лакше споразумевали између себе(најчешће на интернету). Самом глобализацијом паркура, имена техника су превођена, али како је енглески језик доминантан на интернету, а француским језиком су говорили зачетници дисциплине, најчешће се користе или француски или енглески називи за технике.
(Као напомена, на српској Паркур сцени, најчешће ћете наићи на француске називе.) 
| Техника                                         | Техника                                        | Опис |
| Француски језик                                 | Енглески језик                                 | Опис |
| ----------------------------------------------- | ---------------------------------------------- | --- |
| Atterrissage [ateʁisaʒ] or réception [ʁesɛpsjɔ̃] | Landing                                        | Доскок (са умереним савијањем колена при истом, фокус на додиривању подлоге предњим делом стопала). Уколико са веће висине од 1,5m или при већој брзини кретања, пожељно је урадити Roll (погледај доле) одмах по доскоку. |
| Saut de fond                                    | Drop                                           | Скок доле, у буквалном смислу. |
| Saut de détente                                 | Gap jump, running jump                         | Скок са једног места или објекта на други, без или са залетом, углавном преко неког другог објекта или празнине. |
| Saut de précision                               | Precision                                      | Прецизни скок са једног објекта на други (при прецизни се мисли скок са тачно једне тачке у другу, где објекат на који се скаче може бити ивица зида, шипка, грана или слично) и још једном фокус на доскоку предњим делом стопала. |
| Roulade                                         | Roll                                           | Сматра се да је једна од, ако не и најважнија Паркур техника, која подразумева колут преко дијагонале леђа (почиње између врата и рамена, завршава се испод кука супротне стране тела). Најсличнији је „паду унапред“ који се користи у Џудо, Карате, Аикидо осталим борилачким вештинама. Користи се како би се моментум од пада са неке висине „расуо“ по подлози, тако омогућавајући лакши наставак кретања (а такође смањује и ниво стреса који се створи на коленима при самом доскоку). |
| Équilibre [ekilibʁ]                             | Balance                                        | Одржавање равнотеже при ходању по шипкама, уским зидовима и сл. |
| Équilibre de chat                               | Cat balance                                    | Ход уз помоћ обе руке и ногу (тј. „четвороношке"), при чему се одржава равнотежа(погледај "Balance" изнад) |
| Franchissement                                  | Underbar                                       | Пролаз испод једне, између 2 шипке или шипке и неког другог објекта. |
| Saut de mur                                     | Wall Jump, Tic-Tac or Tac Vault                | Техника код које се зид користи као тачка за одбијање ногом како би се добила потребна висина да се пређем нека друга препрека или да би се дохватило/ухватило нешто. |
| Passe muraille                                  | Pop vault, wall hop, Wallpass, wallrun         | Начин за превазилажење високих препрека(зидова), где се хоризонтални момент одбијањем ногом о зид претвара у вертикални. |
| Saut de bras                                    | Arm jump, cat leap                             | Држање за препреку рукама, док су ноге испод руку на страни препреке. Такође се мисли и на сам скок у овај положај. |
| Planche                                         | Muscle-up or climb-up                          | Техника код које се користи снага целог горњег дела тела да се из висећег положаја торзо дигне изнад шака(којима се држимо за шипку, грану или ивицу неког објекта) |
| Lâché                                           | Lache, swing                                   | Приликом њихања са гране или шипке са које се виси, избачај (скок) у неком правцу. |
|                                                 | Dyno                                           | Скок из позиције Saut de bras(погледај доле) или приликом вишења са шипке или гране, где се хвата за препреку обично изнад или испод саме препреке о/са које се виси. |
| Demitour                                        | Turn vault                                     | Скок или прелаз при ком се окрене за 180° око препреке. |
| Passement                                       | Vault, Pass                                    | Све врсте течних и брзих прелаза преко препрека средњих висина (углавном до висине груди) користећи једну или две руке. |
|                                                 | Speed vault                                    | Кретање при коме се из залета прво скочи преко препреке нагнут на једну страну а онда се руком стране на коју сте нагнути у тренутку „придржавате“ о препреку, тако држећи тело у истој позицији, и даље одгуравате и враћате тело у положај за кретање. |
|                                                 | Lazy vault                                     | Кретање или прелаз код кога се прави одраз са једне или обе ноге, једном руком повлачи преко препреке, и онда другом руком одгурава преко исте. |
| Saut de chat                                    | Cat pass/jump, (king) Kong vault, Monkey vault | Слично „згрчки“ која се учи у гимнастици у школи, скок код кога се нагиње унапред, стављају се обе руке на препреку, скупљају се ноге, и рукама се тело и ноге провлаче између њих. |
|                                                 | Dash vault                                     | Техника код које се прво прескаче преко препреке са ногама испруженим испред тела, и при преласку препреке се са обе руке одгурава о саму препреку како би се ефикасније наставило кретање. |
|                                                 | Reverse vault                                  | Скок или прелаз код кога се тело ротира за 180° (оса ротације је сама препрека) при скоку, тако да се леђа нађу окренута ка препреци. Користи се најчешће онда кад је при прилазу самој препреци тело у нерегуларној позицији, или је моменат услед кретања минималан. |
|                                                 | Kash vault                                     | Комбинација техника Kong vault-а и Dash vault-а, где се препрека прво прескаче са обе руке на зиду, онда се ноге провлаче и избацују испред тела и прескок препреке се завршава као класичан Dash vault. Углавном се користи кад је препрека истовремено висока и дугачка. |